# Greve (fiume)
La Greve è un affluente di sinistra dell'Arno, che attraversa i comuni di Firenze, Greve in Chianti, Impruneta, San Casciano e Scandicci.

## Etimologia
Silvio Pieri lo associa a un nome personale etrusco Cripes (da cui *Grĭbes/*Grebes); per Pelio Fronzaroli invece risale alla base prelatina *grava, "ghiaieto", che ha riscontri anche nelle lingue celtiche e nei dialetti italiani meridionali (cfr. gravina, "burrone, dolina").

## Percorso

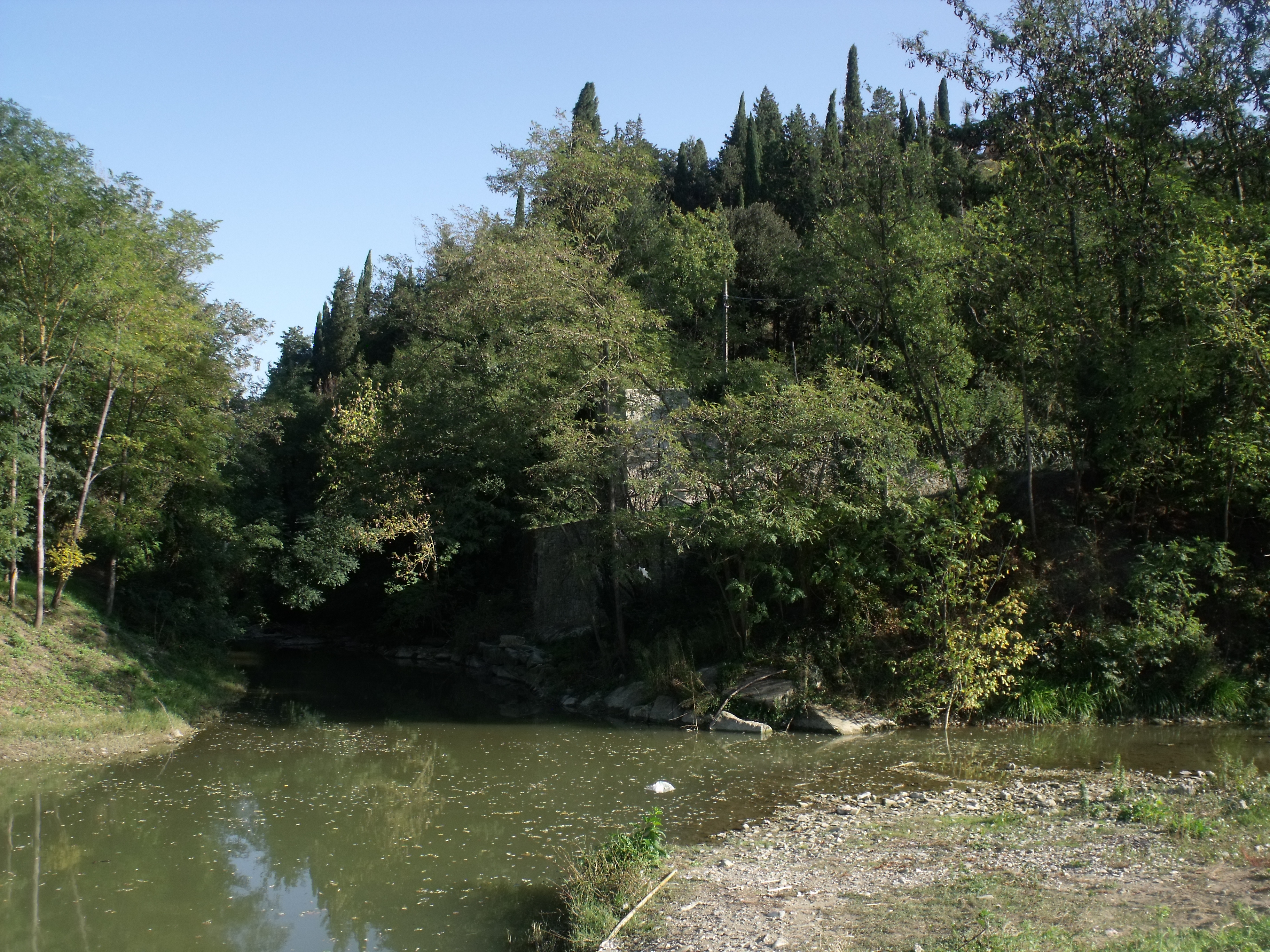
Confluenza dell'Ema

Nasce dal monte Querciabella a circa 800 metri di altitudine  da due sorgenti principali: la fonte di Poggio alle Coste e la fonte del Topo entrambe situate nel comune di Greve in Chianti. Confluisce nel fiume Arno ad un chilometro a monte della località Ugnano nel comune di Firenze senza che lungo il suo percorso siano mai state realizzate opere idrauliche di una certa importanza.
Dopo aver percorso il ripido tratto dalle sorgenti fino a Greve in Chianti, il  fiume prosegue verso nord-ovest in una valle ampia e con lievi pendenze fino al ponte di Falciani, dove il suo alveo si restringe notevolmente per poi attraversare la gola degli Scopeti. Il corso del fiume da questa località fino a Tavarnuzze è scavato tagliando le propaggini meridionali di un tronco della catena del monte Albano che poi continua sulla riva sinistra dell'Arno.

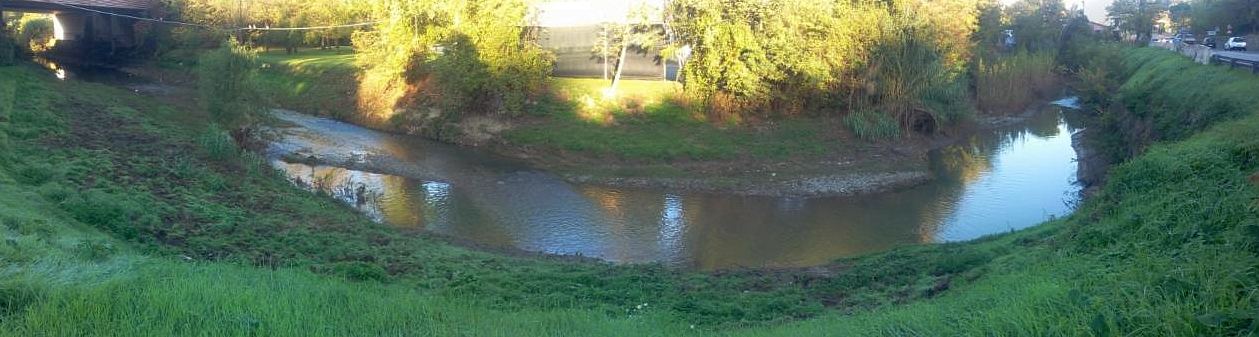
Il fiume a Bottai (Impruneta)

Dopo Tavarnuzze la vallata si apre definitivamente e poco dopo, precisamente tra la certosa di Firenze e l'abitato del Galluzzo, la Greve riceve le acque del torrente Ema.

## Storia
La valle del Greve fu interessata, fra il 1893 e il 1935, dal passaggio della tranvia del Chianti, che aveva un tratto in sede propria di quattro chilometri dal ponte del Casino al ponte di Rimaggio, transitando in una stretta gola sotto al castello di Vicchiomaggio.